# Hans Zimmer
Hans Florian Zimmer (Frankfurt, Alemanya, 12 de setembre de 1957) és un compositor de cinema nacionalitzat estatunidenc des que viu a Los Angeles. Candidat deu vegades a l'Oscar i guanyador dues vegades per The Lion King i Dune, ha escrit més de cent bandes sonores.

## Carrera artística

### 1977–1988: Treballs a Londres
A finals dels anys 70 es trasllada a Londres on treballa realitzant jingles per a la companyia de publicitat Air Edel Associates. Allà hi coneix Trevor Horn, amb qui junt amb Geoffrey Downes van crear The Buggles, produint la cançó d'èxit de principis dels 80 Video Killed the Radio Star, a partir de la qual van realitzar el disc The Age of Plastic.
El 1980 va ser el primer a introduir els ordinadors en un concert en directe mentre treballava amb el grup Ultravox. Després va estar en el grup Krisma de gran èxit a Itàlia abans de tornar amb Ultravox per realitzar el seu següent treball amb Warren Cann. Aquesta col·laboració va acabar amb una sèrie de concerts especials al planetari de Londres.
Al començament dels anys 1980 treballa al costat de Stanley Myers, que li ensenya les bases de la música de cinema orquestral i amb qui crea els estudis Lillie Yard Studio. Junt amb ell compon essencialment per a pel·lícules britàniques i també participa en l'escriptura de la banda original d'Història d'O 2 amb Pierre Bachelet. En aquests primers treballs es combinaven l'orquestra amb els sons de síntesi d'una forma no utilitzada fins llavors al cinema, el qual li va valer per despertar l'interès de directors que buscaven sons nous.
La seva primera intervenció en una pel·lícula d'èxit es donaria a My beautifull Launderette, al costat del seu inseparable Stanley Myers. El 1986 va realitzar el seu primer treball en solitari a Vardo, encara que va continuar col·laborant amb Myers fins al 1988 en feines com Nature and the Beast, Wonderland i Paperhouse, sent aquesta darrera probablement la més coneguda d'aquesta època amb un ritme marcat, que serà comú en la resta de la seva obra.

### 1988–1990: Trasllat a Hollywood iRain Man
Mentre, va realitzar un dels seus treballs més importants al costat de Ryūichi Sakamoto i David Byrne a L'últim emperador (The last emperor), que va guanyar l'Oscar a la millor banda sonora, en la qual Hans Zimmer només va intervenir com a productor, però la seva influència és realment notable. Després va intervenir a Secret en flames (Burning Secret), que li va obrir una mica la porta cap als grans estudis de Hollywood, ja que després d'aquesta època, va començar a realitzar scores per a les grans productores.
L'any 1988 realitza un treball en principi menor, A World Apart, que es desenvolupava a l'Àfrica, per a la qual Zimmer crea una partitura de ritmes africans que després seran de gran importància en treballs posteriors, i que potser siguin la clau del seu èxit actual. Part de la crítica la va aclamar, i durant aquests anys Zimmer es va reafirmar en la barreja entre música orquestral i sintètica seguint les petjades iniciada per altres compositors com Jerry Goldsmith o Maurice Jarre.
La seva carrera fa un gir important aquell mateix any (1988) gran part del món cinematogràfic es fixa en un jove compositor que escriu una música rítmica en una pel·lícula que va tenir un èxit increïble aquell any: Rain Man de Barry Levinson, que guanyava l'Oscar a la millor pel·lícula. La música, utilitzada en multitud d'anuncis i tràilers, marca l'estil inconfusible d'aquest compositor i li va merèixer la seva primera nominació als Oscars.
Després de l'èxit de Rain Man, l'any 1989 Hans Zimmer s'integra a Hollywood i realitza dos treballs molt importants: Black Rain de Ridley Scott on combina els seus habituals sons de sintetitzador amb sons orientals referents a la pel·lícula, aconseguint una atmosfera sorprenent; i Tot passejant Miss Daisy (Driving Miss Daisy) de Bruce Beresford, una altra llargmetratge de gran èxit i també guanyador de l'Oscar a la millor pel·lícula, per a la qual Zimmer guanya un Grammy i fuig de la seva sonoritat habitual demostrant poder compondre també en altres estils.
El 1990 va tornar a compondre per a pel·lícules que van tenir molt d'èxit, encara que el seu treball es veurà poc editat a causa de la inserció en elles de cançons d'èxit, algunes de les quals van ser compostes pel mateix Hans. Un clar exemple és Days of Thunder, on la seva música, destacable en la seva filmografia, no apareix ni en un sol tema del disc, malgrat això apareixen dues cançons compostes per ell de gran èxit comercial. Matrimoni de conveniència (Green Card) de George Miller va ser un dels majors èxits d'aquell any, i en aquest cas, la seva música va ser una mica més editada. També pertany a aquest estil musical propi d'ell els ritmes amb melodies amb clares referències al so africà, igual com Birds on a Wire, una altra de les seves composicions que continua sense ser editada.
Aquell mateix any, per a Pacific Heights, compon una atmosfera típica de les pel·lícules de suspens però amb diferent sonoritat i amb la seva cadència i ritme propis.

### 1991–1998: Reconeixement
L'any en què la seva obra seria molt reconeguda seria el 1991 principalment gràcies a dues pel·lícules: Backdraft de Ron Howard i Thelma i Louise de Ridley Scott. A la primera, Hans Zimmer va sorprendre demostrant que podia crear i combinar diferents tipus de treballs com suites, scherzhos, i ritmes salvatges. Per la segona va realitzar un so similar al de Paris - Texas, amb sons de banjos, harmòniques i guitarra elèctrica, que subratllava l'acció de la pel·lícula. Malgrat tot, al disc de la banda sonora només hi ha una peça.
També realitza K2 i Regarding Henry amb una mescla d'estils en la primera, i per la segona una composició de petita orquestra amb sintetitzador amb uns ritmes destacats, en els quals Bobbie McFerrin feia de caixa de ritmes.
Acompanyat de l'èxit i el reconeixement per la seva obra l'any següent hi hagué dos treballs molt importants en la seva carrera. El primer fou The Power of One on compon, junt amb el seu amic Lebo M., cançons de caràcter africà. És el moment en què els executius de la Disney.
Realitza el seu primer treball per a la Disney el 1993 a Cool Runnings, on combina els seus ritmes habituals, amb una petita orquestració i sons estil calipso. A La casa dels esperits (House of Spirits) aconsegueix una banda sonora molt homogènia i melòdica amb un tema principal destacable. Aquest any productiu l'acaba amb Amor a boca de canó (True Romance) de Tony Scott, basat en un tema enganxós interpretat en xilòfon, sobre el qual construeix la resta de la música amb forta influència dels sintetitzadors.

#### The Lion King
L'any 1994 és sobretot recordat per un nou treball amb Disney: The Lion King, pel·lícula que va batre rècords de taquilla i que va tenir èxit també en la banda sonora que ha venut més de 15 milions de còpies i guanyat un Oscar, un Globus d'or, un premi d'American Music, un Tony i dos Grammy. En aquesta obra va demostrar saber treballar amb conjunts importants de músics per acabar fent una obra coherent. Això també es veurà més endavant amb altres obres com The Prince of Egypt.
El mateix any compon Drop Zone una partitura rítmica d'acció, totalment realitzat per ell, amb només sintetitzadors acompanyats de guitarra elèctrica; i I'll do Anything, de cort romàntic i senzill i on treballa amb el seu amic James L. Brooks.
El 1995 va realitzar uns treballs totalment diferents, Marea roja (Crimson Tide), amb una combinació de grans cors, sintetitzadors i ritmes molt contundents i premiada amb un Grammy. Beyond Rangoon, amb un retorn als orígens, al so de Rain Man i Black Rain, molt rítmic i melòdic. Nine Months, composició atípica basada en una petita orquestra i amb una sonoritat diferent a la seva habitual, ajustada a les pautes de la música melodiosa de comèdies. I finalment a Something to Talk About, col·labora amb Graham Presknett, guitarrista country americà, per compondre una banda sonora molt rítmica basada en la guitarra.

#### Treball en equip
El 1996, passa a formar part de la factoria DreamWorks com a director de la secció musical i comença a crear escola tot treballant en equip i donant oportunitats a joves compositors. Contribueix així a llançar les carreres de compositors notables com Mark Mancina, John Powell, Harry Gregson-Williams, Nick Glennie-Smith i Klaus Badelt. En molts casos ell es dedica a posar els temes mentre els altres li acaben la partitura completa. Aquests estudiants han estat amb freqüència acusats per la crítica de no saber-se diferenciar de l'"escola Zimmer" i de fer composicions massa semblants a l'estil d'ell.
L'any comença amb una composició com era Broken Arrow de John Woo, amb reminiscències de western. Però el seu treball més notable d'aquell any fou una altra vegada per a Disney: Muppet's Treasure Island, partitura molt enganxosa i amb multitud de ritmes diferents. A The Rock, va deixar que els seus dos col·laboradors Harry Gregson-Williams i Nick Glennie-Smith fessin gairebé tota la feina, amb el resultat d'una composició rítmica per a l'estil visual del film.
A Fanàtic (The Fan), una altra col·laboració amb Tony Scott, amb un violoncel com a instrument principal i amb un so molt brut i no gaire ortodox, vol aconseguir una partitura adaptada a l'obsessió mostrada al film.
L'últim treball de Zimmer d'aquell any, La dona del predicador (The Preacher's Wife) de Penny Marshall, li va valer una nominació als Oscars. Es tracta d'una composició de formes molt clàssiques amb violins.
El 1998 segueix sent un any productiu en el que realitza una ambiciosa producció animada de la DreamWorks, The Prince of Egypt col·laborant amb molts altres compositors però amb uns arranjaments que mostren clarament la mà de Zimmer. També va tenir una nova col·laboració amb Brooks a Millor, impossible (As Good as It Gets) que li va valer la seva quarta nominació als Oscars, amb un estil més aviat clàssic.
També fou requerit per Terrence Malick per compondre la banda sonora en la pel·lícula basada en la Segona Guerra Mundial The Thin Red Line que va acabar sent un dels seus millors treballs aconseguint la seva cinquena nominació a l'Oscar.

### 1999–2000's:Gladiator
L'any 1999, després de tornar a col·laborar amb John Powell i Elton John a La ruta cap a El Dorado (The road to El Dorado), però sense aconseguir l'èxit de The Lion King, arriba un dels seus millors treballs ajudat per Lisa Gerrard: Gladiator de Ridley Scott, pel que torna a ser nominat per als Oscars i obté un globus d'or.
A la banda sonora es percep una sonoritat èpica de solemnitat i grandesa, que acompanya amb gran magnitud als esdeveniments que van succeint al llarg del film. La pel·lícula aconsegueix una música potent, rítmica, grandiloqüent i també moments de cert misticisme. Zimmer deixa anar el seu simfonisme reflectint la violència, el caos i la cruesa de la batalla. També té els seus detractors que argumenten que els cors celtes, els sintetitzadors, i la confusió de l'hispà amb l'africà, bé podria valer per a moltes altres pel·lícules.
A l'estiu del 2000 també realitza Missió: Impossible II (Mission: Impossible 2) un treball considerat inferior al nivell que aquest compositor sol oferir.
El 2001 torna a ser prolífic amb treballs com Pearl Harbor amb la que obté un altre Globus d'Or i que s'ha convertit en una de les majors superproduccions de Hollywood, realitzada pel mateix equip de The rock amb un format principalment melòdic i romàntic; Hannibal, novament amb Ridley Scott, més allunyat dels sons de sintetitzadors tan habituals a les seves obres; An everlasting piece, comèdia dirigida per Barry Levinson amb el que ja va col·laborar a Rain Man i també allunyat del Zimmer de sempre. Una vegada més torna a ser el compositor de Scott a Black Hawk abatut (Black Hawk Down).
El 2002 tornava a compondre per un film animat per Dreamworks: Spirit: El cavall indomable (Spirit: Stallion Of The Cimarron) per al qual també coescrivia quatre de les cançons amb Bryan Adams, incloent-hi el nominat a Globus d'or Here I am.
El 2003, Zimmer completava el centenar de pel·lícules amb L'últim samurai, protagonitzat per Tom Cruise, per al qual rebia un altre Globus d'or. Zimmer també signà la comèdia de Nancy Meyers Quan menys t'ho esperes, una altra pel·lícula animada de Dreamworks, L'espantataurons (Shark Tale), i Spanglish de Jim Brooks (per al qual també rebia una nominació al Globus d'or).
Els seus darrers treballs importants han estat per pel·lícules dirigides per Ron Howard: El codi Da Vinci, en el que Zimmer utilitza una gran orquestra massiva i cors religiosos per crear una sensació de música dramàtica, i Frost/Nixon.

## Filmografia (com a compositor)
| 1982 - Moonlighting (amb Stanley Myers) 1984 - Histoire d'O: Chapitre 2 (amb Stanley Myers) - Eureka (amb Stanley Myers) - Success Is The Best Revenge (amb Stanley Myers) 1985 - Insignificance (amb Stanley Myers) 1986 - Separate Vacations (amb Stanley Myers) - The Lightship (amb Stanley Myers) - Castaway (amb Stanley Myers) 1987 - Terminal Exposure (amb Stanley Myers) 1988 - Burning Secret - Rain Man - Paperhouse (amb Stanley Myers) - Maniac City (amb Stanley Myers) - A World Apart - Taffin (amb Stanley Myers) - The Nature of the Beast (amb Stanley Myers) - Spies Inc. (amb Fiachra Trench) - The Fruit Machine 1989 - Black Rain - Tot passejant Miss Daisy (Driving Miss Daisy) - Diamond Skulls 1990 - Chicago Joe And The Showgirl (amb Shirley Walker) - Matrimoni de conveniència (Green Card) - Pacidic Heights - Fools of Fortune - Twister - Days of Thunder - Bird on a Wire 1991 - Thelma & Louise - A propòsit de Henry (Regarding Henry) - Backdraft - K2 1992 - Toys - Radio Flyer - Where Sleeping Dogs Lie (amb Mark Mancina) - A League Of Their Own - The Power of One 1993 - Younger And Younger - La casa dels esperits (The House of the Spirits) - Amor a boca de canó (True Romance) (amb Mark Mancina) - L'assassina (Point of No Return) - Calendar Girl - Cool Runnings (amb Nick Glennie-Smith) 1994 - Drop Zone - Un poeta entre reclutes (Renaissance Man) - I'll Do Anything - The Lion King 1995 - Nou mesos (Nine Months) - Beyond Rangoon - Marea roja (Crimson Tide) - Two Deaths - Alguna cosa de què parlar (Something to Talk About) (amb Graham Preskett) | 1996 - La dona del predicador (The Preacher's Wife) - Fanàtic (The Fan) - Muppet Treasure Island - The Rock (amb Nick Glennie-Smith i Harry Gregson-Williams) - Broken Arrow 1997 - Millor, impossible (As Good As It Gets) - The Peacemaker - Smilla's Sense of Snow (amb Harry Gregson-Williams) 1998 - The Thin Red Line - The Prince of Egypt - The Last Days 1999 - Chill Factor (amb John Powell) 2000 - Salvats pels pèls (An Everlasting Piece) - Missió: Impossible II (Mission: Impossible 2) - Gladiator (amb Lisa Gerrard) - La ruta cap El Dorado (The Road To El Dorado) (amb John Powell) 2001 - Black Hawk abatut (Black Hawk Down) - Els nois de la meva vida (Riding in Cars with Boys) - Pearl Harbor - Hannibal 2002 - The Ring - Spirit: El cavall indomable (Spirit - Stallion of the Cimarron) 2003 - L'últim samurai - Quan menys t'ho esperes (Something's Gotta Give) (compost junt a altres compositors) - Matchstick Men - Llàgrimes del sol (Tears of the Sun) 2004 - Spanglish - Lauras Stern (amb Nick Glennie-Smith) - L'espantataurons (Shark Tale) - King Arthur - Thunderbirds (amb Ramin Djawadi) 2005 - The Weather Man (amb James S. Levine) - Der kleine Eisbär 2 - Die geheimnisvolle Insel (amb Nick Glennie-Smith) - Madagascar - Batman Begins (amb James Newton Howard) 2006 - Pirates del Carib: El cofre de l'home mort - El codi Da Vinci (The Da Vinci Code) - The Holiday 2007 - Pirates del Carib: Al fi del món - The Simpsons Movie 2008 - Frost/Nixon - El cavaller fosc (amb James Newton Howard) - The Burning Plain 2010 - Origen 2011 - Sherlock Holmes: Un joc d'ombres 2013 - L'home d'acer 2014 - Interstellar 2016 - Batman contra Superman: L'alba de la justícia 2017 - Dunkerque |

## Premis i nominacions

### Premis Oscar
| Any  | Categoria                            | Pel·lícula          | Resultat  |
| ---- | ------------------------------------ | ------------------- | --------- |
| 1989 | Millor banda sonora                  | Rain Man            | Candidat  |
| 1995 | Millor banda sonora                  | The Lion King       | Guanyador |
| 1997 | Millor banda sonora musical o còmica | The Preacher's Wife | Candidat  |
| 1998 | Millor banda sonora musical o còmica | Millor, impossible  | Candidat  |
| 1999 | Millor banda sonora dramàtica        | The Thin Red Line   | Candidat  |
| 1999 | Millor banda sonora musical o còmica | The Prince of Egypt | Candidat  |
| 2001 | Millor banda sonora                  | Gladiator           | Candidat  |
| 2010 | Millor banda sonora                  | Sherlock Holmes     | Candidat  |
| 2011 | Millor banda sonora                  | Inception           | Candidat  |
| 2015 | Millor banda sonora                  | Interstellar        | Candidat  |
| 2022 | Millor banda sonora                  | Dune                | Guanyador |

### Premis Globus d'Or
| Any  | Categoria                    | Pel·lícula                                                | Resultat  |
| ---- | ---------------------------- | --------------------------------------------------------- | --------- |
| 1995 | Millor banda sonora original | The Lion King                                             | Guanyador |
| 1999 | Millor banda sonora original | The Prince of Egypt                                       | Candidat  |
| 2001 | Millor banda sonora original | Gladiator                                                 | Guanyador |
| 2002 | Millor banda sonora original | Pearl Harbor                                              | Candidat  |
| 2003 | Millor cançó original        | Spirit: Stallion of the Cimarron amb la cançó "Here I Am" | Candidat  |
| 2004 | Millor banda sonora original | The Last Samurai                                          | Candidat  |
| 2005 | Millor banda sonora original | Spanglish                                                 | Candidat  |
| 2007 | Millor banda sonora original | The Da Vinci Code                                         | Candidat  |
| 2009 | Millor banda sonora original | Frost/Nixon                                               | Candidat  |
| 2011 | Millor banda sonora original | Inception                                                 | Candidat  |

### Premis BAFTA
| Any  | Categoria                    | Pel·lícula        | Resultat  |
| ---- | ---------------------------- | ----------------- | --------- |
| 1992 | Millor banda sonora original | Thelma i Louise   | Candidat  |
| 1995 | Millor música                | The Lion King     | Candidat  |
| 2001 | Millor música                | Gladiator         | Candidat  |
| 2009 | Millor música                | El cavaller fosc  | Candidat  |
| 2011 | Millor música                | Inception         | Candidat  |
| 2013 | Millor música                | 12 Years a Slave  | Candidat  |
| 2014 | Millor música                | Interstellar      | Candidat  |
| 2017 | Millor música                | Blade Runner 2049 | Candidat  |
| 2017 | Millor música                | Dunkirk           | Candidat  |
| 2021 | Millor música                | Dune              | Guanyador |

### Premis Emmy
| Any  | Categoria                                              | Pel·lícula  | Resultat |
| ---- | ------------------------------------------------------ | ----------- | -------- |
| 2010 | Millor composició per minisèrie, pel·lícula o especial | The Pacific | Candidat |

### Premis Grammy
| Any  | Categoria                                                             | Pel·lícula                                 | Resultat  |
| ---- | --------------------------------------------------------------------- | ------------------------------------------ | --------- |
| 1991 | Millor composició instrumental per pel·lícula o televisió             | Driving Miss Daisy                         | Candidat  |
| 1995 | Millors arranjaments instrumentals amb veu                            | The Lion King                              | Guanyador |
| 1995 | Millor àlbum musical infantil                                         | The Lion King                              | Guanyador |
| 1995 | Millor composició instrumental per pel·lícula o televisió             | The Lion King                              | Candidat  |
| 1996 | Millor composició instrumental per pel·lícula o televisió             | Crimson Tide                               | Guanyador |
| 2001 | Millor àlbum de banda sonora per pel·lícula, televisió o mitjà visual | Gladiator                                  | Candidat  |
| 2007 | Millor àlbum de banda sonora per pel·lícula, televisió o mitjà visual | The Da Vinci Code                          | Candidat  |
| 2007 | Millor àlbum de banda sonora per pel·lícula, televisió o mitjà visual | Pirates of the Caribbean: Dead Man's Chest | Candidat  |
| 2009 | Millor àlbum de banda sonora per pel·lícula, televisió o mitjà visual | El cavaller fosc                           | Guanyador |
| 2011 | Millor àlbum de banda sonora per pel·lícula, televisió o mitjà visual | Inception                                  | Candidat  |
| 2011 | Millor àlbum de banda sonora per pel·lícula, televisió o mitjà visual | Sherlock Holmes                            | Candidat  |